# Cyprian Mrzygłód
Cyprian Mrzygłód (né le 2 février 1998) est un athlète polonais, spécialiste du lancer du javelot.

## Carrière
Le 22 juillet 2017, il bat le record national junior en 80,52 m pour remporter le titre des Championnats d'Europe juniors à Grosseto. Son précédent record était de 77,56 m obtenu le 20 juillet en qualification à Grosseto.
Le 27 mai 2018, il porte son record personnel à 80,70 à Radom.
En août 2018, il se qualifie pour la finale des Championnats d’Europe à Berlin.

## Palmarès
| Date | Compétition                   | Lieu  | Résultat | Marque  |
| ---- | ----------------------------- | ----- | -------- | ------- |
| 2019 | Championnats d'Europe espoirs | Gävle | 1er      | 84,97 m |
| 2021 | Coupe d'Europe des lancers    | Split | 7e       | 78,21 m |

## Records
| Épreuve           | Marque  | Lieu  | Date            |
| ----------------- | ------- | ----- | --------------- |
| Lancer du javelot | 84,97 m | Gävle | 13 juillet 2019 |